# قصر النظر التسويقي
قصر النظر التسويقي هو مصطلح يُستخدم في الـتسويق، كما أنه عنوان لمقالٍ هام في التسويق كتبه ثيودور ليـفيت  وقد نُشِرَ هذا المقال لأول مرة في عام 1960 في مجلة هارفارد لإدارة الأعمال، حيث كان محررًا فيها. يشير قصر النظر التسويقي إلى أن الشركات التجارية ستتحسن في النهاية إذا قامت بالتركيز على الوفاء باحتياجات المستهلك بدلاً من مجرد بيع المنتجات.
ويفترض ليفيت بأن ثقافة قصر النظر التسويقي ستمهد الطريق لفشل الشركات التجارية، بسبب طريقة التفكير محدودة الرؤية والتوهم بأن الشركة تمضي في مرحلة ما يطلق عليه «صناعة نامية». وهذا المعتقد يؤدي إلى الرضا وفقد القدرة على رؤية ما يحتاجه المستهلكون.
واقترح بعض المعلقين أن نشر هذا المقال يعلن عن بداية حركة التسويق الحديثة. وتدور فكرته الأساسية حول كون رؤية أغلب المؤسسات منحصرة في إطار فهم محدود للمشروعات التي تعمل بها. ويوصي الرؤساء التنفيذيين بإعادة النظر في رؤية الشركة؛ وإعادة تحديد الأسواق من وجهات نظر أكثر شمولية. وقد كان مقالاً ناجحًا في تأثيره وخاصةً لأنه كان عمليًا وواقعيًا كما هو الحال مع جميع أعمال ليفيت. واكتشفت المؤسسات أنها لم تستغل الفرص التي تبدو بسيطة عندما تبنَّت الرؤية الأشمل. وهكذا، كان المقال مؤثرًا. فقد أعادت شركات النفط (التي مثلت أحد الأمثلة الرئيسية في المقال) تعريف مشروعاتها بالعمل في الطاقة بدلاً من مجرد النفط. وعلى النقيض، عندما أطلقت رويال داتش شل خطة استثمار في الطاقة النووية، فشلت في إبداء اهتمام أكثر دقةً بصناعتها.
ومن بين الأسباب التي تجعل قصر النظر التسويقي شائعًا جدًا هو شعور الأشخاص بأنهم لا يتمكنون من توقع المستقبل بدقة. فبينما يعد ذلك القلق مقبولا، من الممكن أيضًا استخدام سلسلة كاملة من تقنيات توقع المشروعات المتاحة حاليًا لتقدير الظروف المستقبلية بقدر الإمكان.
ويتاح مجال أكبر للفرص مع تتغير أحوال الصناعة. حيث يتدرب المديرون على النظر بشكلٍ أبعد من نطاق أنشطتهم التجارية الحالية والتفكير «غير التقليدي». وكان جورج ستينر (1979) واحدًا من الكثيرين من جمهور المعجبين الذين استشهدوا بمثال ليفيت الشهير عن النقل. إذا كان أحد صانعي سياط عربات الخيول قد عرف عمله في عام 1910 على أنه «مشروع انطلاقة النقل»، ربما استطاع هؤلاء الصناع إحداث الطفرة الإبداعية الضرورية للانتقال إلى السيارات عندما دعا إليها التغيير التكنولوجي.
وقد يتجاوز الأشخاص الذين يركزون على إستراتيجية التسويق، وتقنيات التوقع المختلفة، وقيمة العميل الدائمة قصر النظر التسويقي إلى حدٍ ما. وقد يستلزم ذلك استخدام الأرباح المستهدفة طويلة الأمد (مع المخاطرة أحيانًا بالتضحية بالأرباح قصيرة الأمد).

## مصطلحات مماثلة
يمكن اعتبار كل صناعة، في مرحلةٍ ما من تطورها، بأنها صناعة نامية قائمة على التفوق الظاهر للمنتج الذي تنتجه. ومع ذلك، فمع حالة تلو الأخرى، وقعت الصناعات تحت خطر الإدارة المهلهلة. فما يتم التأكيد عليه هو عملية البيع، وليس التسويق. وهذا اعتقاد خطأ، لأن البيع يركز على احتياجات البائع، بينما يركز التسويق على احتياجات المُشتري. وفي هذا المقال الذي تم الاستشهاد به والإشارة إليه بشكل كبير، والذي نشر لأول مرة في عام 1960، يحتج ثيودور ليفيت بأن «تاريخ كل صناعة نامية منتهية أو على وشك الانتهاء يُظهِر الدورة الخادعة للتوسع الكبير والاضمحلال الذي لم يتم تداركه.» لكن، وكما يوضح، فإن الذاكرة قصيرة. وتلعب السكك الحديدية مثالاً على صناعة نتج فشلها في النمو عن نظرة تسويقية محدودة. حيث يقع المسئولون عن السكك الحديدية في مأزق ليس بسبب انخفاض الحاجة لنقل الركاب أو حتى بسبب عدم قدرة السيارات والطائرات وأنواع النقل الأخرى على الوفاء بهذه الاحتياجات. ولكن هذه الصناعة في طريقها للفشل وذلك لأن المسئولين عنها قد افترضوا أنهم في مشروع سكة حديدية وليس مشروع نقل. فقد كانوا موجَّهين نحو السكة الحديدية بدلاً من التوجُّه نحو النقل، أي موجهين نحو المنتج لا المستهلك. وحتى تضمن الشركات تحقيق تقدم مستمر ومتواصل، يجب عليها تعريف صناعاتها بشكل أوسع لاستغلال فرص النمو. فعليها التحقق من احتياجات المستهلكين ورغباتهم والعمل عليها، وليس الركون إلى ما تفترضه بشأن استمرارية منتجاتها. وبإيجاز، فإن أفضل الطرق لتكون شركةٌ ما محظوظة هي أن تصنع نجاحها بنفسها. فعلى المؤسسة أن تفكر بنفسها ليس كمنتجة للبضائع أو الخدمات، ولكن بصفتها تقوم بأشياء تجعل الأشخاص يرغبون في خوض أعمال معها. وفي كل حالة، يكون الرئيس التنفيذي مسئولاً عن توفير بيئة تعكس هذه المهمة.
فقد استحدث كل من كوتلر وسينج مصطلح بعد النظر التسويقي في عام 1981، ويقصدون به وجود رؤية أفضل للمسائل بعيدة المدى أكثر من قصيرة المدى. أما بوجمان (1974)، فيستخدم مصطلح الرؤية التضخيمية التسويقية قاصدًا بذلك نظرة أشمل لصناعتك.